# 新・ガンヒルの決斗
『新・ガンヒルの決斗』（しんガンヒルのけっとう、Shoot Out）は1971年のアメリカ合衆国の映画。1930年の小説『ローンカウボーイ』を原作としている。ヘンリー・ハサウェイ監督の作品で、出演はグレゴリー・ペックなど。
『勇気ある追跡』とほぼ同一のスタッフにより製作されており、主人公と子供の組み合わせ、風景のカメラワーク等抒情性が『勇気ある追跡』を彷彿とさせる。
『ガンヒルの決斗』とはまったく関係の無い作品。

## キャスト
※括弧内は日本語吹替（初回放送1979年3月22日『木曜洋画劇場』）
- クレイ・ローマックス：グレゴリー・ペック（城達也）
- ジュリアナ・ファレル：パット・クイン
- アルマ：スーザン・ティレル
- トルーパー：ジェフ・コーリイ
- エマ：リタ・ガム
- ボビー：ロバート・F・ライオンズ
- サム・フォーリー：ジェームズ・グレゴリー
- デッキー：ドーン・リン
- ペペ：ペペ・セルナ

## スタッフ
- 監督：ヘンリー・ハサウェイ
- 製作：ハル・B・ウォリス
- 原作：ウィル・ジェームズ
- 脚本：マーガリット・ロバーツ
- 撮影：アール・ラス
- 編集：アーチー・マーシェク
- 音楽：デイヴ・グルーシン